# Финал Кубка Англии по футболу 1899
Финал Кубка Англии 1899 года (англ. 1899 FA Cup Final) — футбольный матч, завершавший розыгрыш Кубка Англии сезона 1898/99. Он стал 28-м финалом Кубка Футбольной ассоциации, также известного как Кубок Англии, старейшего футбольного турнира в мире. Матч прошёл 15 апреля 1899 года на стадионе «Кристал Пэлас» в Лондоне. В нём встретились английские клубы «Шеффилд Юнайтед» и «Дерби Каунти». Победу со счётом 4:1 одержал клуб из Шеффилда. «Дерби Каунти» во второй раз подряд проиграл в финале Кубка Англии.

## Обзор матча
За несколько дней до игры в Лондоне шли сильные дожди, однако в день матча погода была почти «идеальной»: светило солнце, было тепло, стадион был почти полным. У «Шеффилда» был полный состав, а у «Дерби Каунти» отсутствовал центральный хавбек Арчи Гудолл и правый крайний нападающий Оукден. В первом тайме «Дерби Каунти» играл лучше несмотря на неблагоприятное направление ветра. В атаке выделялись Макдоналд и Боуг, а Блумер и Аркесден хорошо комбинировали на правом фланге. На 12-й минуте нападающий «Дерби Каунти» Джон Боуг открыл счёт в игре.
Во втором тайме «Шеффилд Юнайтед» улучшил свою игру. После эффектной игры Эрнест Нидем навесил на Уолтера Беннетта, который сравнял счёт ударом головой на 60-й минуте. Спустя пять минут Билли Бир вывел «Юнайтед» вперёд: Фрайер отбил его первый удар, но игрок «Шеффилда» сыграл на добивании. На 69-й минуте Джек Алмонд забил третий гол «Юнайтед» после «капитальной работы» на правом фланге. За минуту до конца игры Фред Прист установил окончательный счёт: 4:1 в пользу «Шеффилд Юнайтед».
Игроки «Шеффилда» получили победные медали из рук Артура Бальфура, присутствовавшего на игре вместе с графом Розбери.

## Отчёт о матче
| Шеффилд Юнайтед                                  | 4:1     | Дерби Каунти |
| ------------------------------------------------ | ------- | ------------ |
| - Беннетт 60′ - Бир 65′ - Алмонд 69′ - Прист 89′ | (отчёт) | Боуг 12′     |

| Шеффилд Юнайтед | Дерби Каунти |

| Шеффилд Юнайтед: |  |                |
|                  |  |                |
|                  |  | Уильям Фулк    |
|                  |  | Гарри Тикитт   |
|                  |  | Питер Бойл     |
|                  |  | Гарри Джонсон  |
|                  |  | Томми Моррен   |
|                  |  | Эрнест Нидем   |
|                  |  | Уолтер Беннетт |
|                  |  | Билли Бир      |
|                  |  | Джордж Хедли   |
|                  |  | Джек Алмонд    |
|                  |  | Фред Прист     |
| Секретарь:       |  |                |
| Джон Николсон    |  |                |

| Дерби Каунти:   |  |                 |
|                 |  |                 |
|                 |  | Джек Фрайер     |
|                 |  | Джимми Метвен   |
|                 |  | Джонатан Стейли |
|                 |  | Джон Кокс       |
|                 |  | Роберт Патерсон |
|                 |  | Джой Мей        |
|                 |  | Томми Аркесден  |
|                 |  | Стив Блумер     |
|                 |  | Джон Боуг       |
|                 |  | Билли Макдоналд |
|                 |  | Гарри Аллен     |
| Главный тренер: |  |                 |
| Гарри Ньюбоулд  |  |                 |

## Путь к финалу
«Шеффилд Юнайтед» во всех раундах играл на выезде. Команде потребовалось пять переигровок, включая три переигровки против «Ливерпуля».

### «Шеффилд Юнайтед»
| Бернли | 2:2 | Шеффилд Юнайтед |
| ------ | --- | --------------- |
|        |     |                 |

| Шеффилд Юнайтед | 2:1 | Бернли |
| --------------- | --- | ------ |
|                 |     |        |

| Престон Норт Энд | 2:2 | Шеффилд Юнайтед |
| ---------------- | --- | --------------- |
|                  |     |                 |

| Шеффилд Юнайтед | 2:1 | Престон Норт Энд |
| --------------- | --- | ---------------- |
|                 |     |                  |

| Ноттингем Форест | 0 - 1 | Шеффилд Юнайтед |
| ---------------- | ----- | --------------- |
|                  |       |                 |

| Ливерпуль | 2:2 | Шеффилд Юнайтед |
| --------- | --- | --------------- |
|           |     |                 |

| Ливерпуль | 4:4 | Шеффилд Юнайтед |
| --------- | --- | --------------- |
|           |     |                 |

| Ливерпуль | 1:0 (отменён) | Шеффилд Юнайтед |
| --------- | ------------- | --------------- |
|           |               |                 |

| Ливерпуль | 0:1 | Шеффилд Юнайтед |
| --------- | --- | --------------- |
|           |     |                 |

### Дерби Каунти
| Вулидж Арсенал | 0:6 | Дерби Каунти |
| -------------- | --- | ------------ |
|                |     |              |

| Дерби Каунти | 2:1 | Вулверхэмптон Уондерерс |
| ------------ | --- | ----------------------- |
|              |     |                         |

| Саутгемптон | 1:2 | Дерби Каунти |
| ----------- | --- | ------------ |
|             |     |              |

| Дерби Каунти | 3:1 | Сток Сити |
| ------------ | --- | --------- |
|              |     |           |